# Stazione di Luni
Stazione di Luni vasútállomás Olaszországban, Ortonovo település Luni frazionéjában.

## Vasútvonalak
Az állomást az alábbi vasútvonalak érintik:
- Pisa–La Spezia–Genova-vasútvonal

## Kapcsolódó állomások
A vasútállomáshoz az alábbi állomások vannak a legközelebb:
- stazione di Carrara-Avenza
- Stazione di Sarzana
- Stazione di San Lazzaro